# Complementary Code Keying
Complementary Code Keying (CCK) ist ein Modulationsverfahren, welches bei drahtlosen Netzwerken (WLAN) entsprechend der IEEE 802.11b-Spezifikation eingesetzt wird. CCK ersetzt hier das beim Original-Standard IEEE 802.11 eingesetzte Direct Sequence Spread Spectrum (DSSS).
Im Gegensatz zu DSSS werden bei CCK Informationen auch im Spreizcode kodiert, wodurch sich die erreichbare Übertragungsrate deutlich erhöhen lässt (bei 802.11b auf brutto 11 MBit/s).